# Ekrem Tok
Ekrem Tok (* 1892 in Samsun; † 1. April 1975) war ein türkischer Staatssekretär im Gesundheitsministerium und zwischen 1962 und 1965 der sechzehnte Großmeister der Großloge der Freien und Angenommenen Maurer der Türkei.

## Leben
Tok besuchte die Grund- und Mittelschule in Samsun und das Gymnasium in Izmir, bevor er 1914 an der medizinischen Fakultät von Istanbul seinen Abschluss machte. Danach arbeitete er für den Türkischen Roten Halbmond und später als Amtsarzt in Trabzon. Von 1923 bis 1924 spezialisierte er sich in Frankreich im Fachbereich Parasitologie. Nach dieser Zeit nahm er Aufgaben wahr wie die Direktion des Bakteriologischen Büros in Ankara, den Chefarztposten im Krankenhaus von Balıkesir, Chef der Malariabekämpfung in Istanbul, die Überwachung der landesweiten Malariabekämpfung, 1935 die Generaldirektion der Sozialabteilung des Gesundheitsministeriums und 1946 den Posten eines Staatssekretärs des Gesundheitsministeriums.